# Kettős szám
A kettős szám (duális) egyes nyelvekben névszó‑ és igeragozási alak az egyes és többes szám mellett.
Jellemző például a sémi nyelvekre (arab, héber), az indoeurópai alapnyelvre, és annak nyomán a nyelvcsalád tagjaira, előfordul az archaikus latinban, emlékét őrzik bizonyos alakok és jelenségek, a görögben (még az igeragozásban is), és megvolt a szláv nyelvekben is, de ezek közül már csak kevesen használják (például a szlovén).
Több finnugor nyelvben is megtalálható még, mint például az északi számiban vagy a nyenyecben; illetve valószínűleg az ugor nyelvekben is megvolt valaha, így a magyarban is, erre utal a két és kettő számnevek külön megléte (manysiul kit és kitig). A magyarban a kettős szám eltűnésekor nem a többesbe olvadt bele, hanem az egyesbe, ezért van, hogy a legtöbb európai nyelvvel ellentétben nem mondjuk a páros testrészek nevét többes számban.

## Példa
A kettős szám az ókori egyiptomi nyelvben:
- nṯr (isten)
- nṯr.wỉ (két isten)
- nṯr.w (istenek)
- nṯr.t (istennő)
- nṯr.tỉ (két istennő)
- nṯr.wt (istennők)

A kettős szám előfordulása az északi-számi nyelvben:
|                     | Magyar    | alanyeset | Magyar                | birtokos/tárgyeset |
| ------------------- | --------- | --------- | --------------------- | ------------------ |
| 1. személy (egyes)  | én        | mun       | enyém, engem          | mu                 |
| 2. személy (egyes)  | te        | don       | tied, téged           | du                 |
| 3. személy (egyes)  | ő         | son       | övé, őt               | su                 |
| 1. személy (kettős) | mi ketten | moai      | kettőnké, kettőnket   | munno              |
| 2. személy (kettős) | ti ketten | doai      | kettőtöké, kettőtöket | dudno              |
| 3. személy (kettős) | ők ketten | soai      | kettőjüké, kettőjüket | sudno              |
| 1. személy (többes) | mi        | mii       | mienk, minket         | min                |
| 2. személy (többes) | ti        | dii       | tietek, titeket       | din                |
| 3. személy (többes) | ők        | sii       | övék, őket            | sin                |